# Rödlöga
Rödlöga ist eine Insel im Stockholmer Schärengarten und gehört zur Gemeinde Norrtälje in der schwedischen Provinz Stockholms län und der historischen Provinz Uppland. 
Rödlöga hat seinen Namen von dem überall sichtbaren rötlich leuchtenden Feldspat. Durch seine äußere Lage im Stockholmer Schärengarten wachsen auf der felsenreichen Insel im Gegensatz zu anderen Schäreninseln weniger Bäume.
Während der Sommerzeit finden sich etwa 150 Haushalte auf Rödlöga. Die Haushalte sind an kein Stromnetz angeschlossen, doch viele Inselbewohner nutzen alternative Energiequellen wie zum Beispiel Windkraft oder Sonnenenergie. Es gibt keine Straße auf der Insel; die Häuser, darunter unverfälschte alte Wohnhäuser mit klassischen Stuben, sind lediglich durch ein Netz aus Pfaden miteinander verbunden. Nach einer alten Bestimmung dürfen keine Zäune um die Häuser im Dorf angelegt werden. Für Touristen stehen ein kleines Museum, ein Second-Hand-Buchladen, ein kleines Café und mit dem Rödlögaboden der östlichste Laden im Stockholmer Schärengarten bereit. Kleine Badebuchten im Südosten geben die Möglichkeit zum Schwimmen.

## Geschichte
Die erste bekannte Besiedlung stammt aus dem 16. Jahrhundert, der erste bekannte Bewohner hieß Lasse Svensson und zog 1530 nach Rödlöga, der letzte Bewohner der Ursprungsbevölkerung verließ 1979 die Insel. Ursprünglich befand sich das Dorf in der Mitte der Insel, die damals noch durch einen Wasserweg geteilt war. Boote konnten dadurch vom Norden und Süden aus den Ort anlaufen. Nachdem sich das Land im Laufe der Zeit um einen halben Meter hob, errichteten die Dorfbewohner ihre Behausungen nach und nach auf der nordöstlichen Seite der Insel, um dichter am Wasser zu wohnen.
Um das Jahr 1900 lebten noch etwa 85 Menschen auf Rödlöga. Sie pflanzten und ernteten Kartoffeln, jagten und betrieben vor allem Fischerei. Ein großer Teil des Fischfangs ging zum Verkauf nach Norrtälje und Stockholm.
Seit 1954 besteht eine feste Fährverbindung, um Waren für das Inselgeschäft zu transportieren und Touristen anzulocken. Die Fähre wird heute von der Reederei Waxholmsbolaget betrieben und verbindet Rödlöga mit der Insel Furusund und dem Strömkajen, ein Kai und eine Straße im Zentrum Stockholms.